# Сен-Дени (округ)
Сен-Дени (фр. Saint-Denis) — округ (фр. Arrondissement) во Франции, один из округов в регионе Иль-де-Франс (регион). Департамент округа — Сена-Сен-Дени. Супрефектура — Сен-Дени.
Население округа на 2006 год составляло 384 264 человек. Плотность населения составляет 8176 чел./км². Площадь округа составляет всего 47 км².